# Candiano Barranco
Candiano Barranco (Pisa, 20 agosto 1929 – ...) è stato un calciatore italiano, di ruolo mediano.

## Carriera
Ha disputato 15 partite in Serie A - esordendo il 23 novembre 1952 a Bologna in una gara vinta per 2 a 1 dai rossoblu - con la maglia della SPAL. Ha segnato anche un gol - l'8 marzo 1953, 24ª giornata del campionato 1952-1953 - nella vittoria casalinga contro la Pro Patria per 4-0.
Nel 1956 lascia il Cagliari per trasferirsi al S.E.F. Gallura Tempio, dapprima in prestito e quindi a titolo definitivo.
Ha ricevuto un riconoscimento per il suo contributo allo sport durante la Festa dello Sport organizzata dal comune di Calci.